# Прем'єр-ліга (Ірак)
Іракська Прем'єр-ліга (араб. دوري النخبة العراقي) — найвища футбольна ліга Іраку. Була заснована в 1974 році, контролюється Футбольною федерацією Іраку.
З 75 команд, які змагались з початку ліги в 1974 році, 11 отримували титул: «Аль-Завраа» (13), «Аль-Кува» (6), «Аль-Шорта» (5), «Аль-Талаба» (5), «Ербіль» (4), «Аль-Рашед» (3), «Нафт Аль-Васат» (1), «Духок» (1), «Аль-Джайш» (1), «Салахаддін» (1) і «Аль-Мінаа» (1).

## Історія
Тривалий час загальнонаціональний футбольний чемпіонат у Іраку не проводився. Найелітнішим був турнір, де виступали тільки багдадські команди і який називався «Лігою інститутів». У сезоні 1973-74 до Ліги інститутів вперше увійшли команди з усієї країни. Після успіху цього сезону Футбольна федерація Іраку ухвалила рішення, яке змінило курс іракського клубного футболу. Під час зустрічі 18 серпня 1974 року ІФА вирішила відмовитися від Ліги інститутів і замінити її загальнонаціональною лігою клубів: Іракською національною лігою. Це рішення спочатку зустрічалося сильною критикою, але було прийнято з часом, оскільки федерація відмовилася повернутися до старої Ліги інститутів.
Національна ліга провела свій перший сезон у 1974/75 роках і спочатку складалася з десяти клубів. Перший в історії турніру гол був забитий Фалахом Хасаном з клубу «Аль-Кува». В підсумку саме ця команда стала першим чемпіоном новоствореної ліги.
Тим не менше вже через сезон у 1976/77 роках турнір був зупинений на півдорозі в другій половині сезону після певних труднощів. Футбольна асоціація Іраку вирішила скасувати результати у другій половині сезону, і визнала чемпіонами клуб «Аль-Завраа», оскільки вони виграли першу половину сезону.
У сезоні 1980/81 клуб «Аль-Шорта» в останньому турі перемогла «Аль-Завраа» з необхідним рахунком 3:0 і змогла закінчити сезон з однаковою кількістю голів з «Аль-Талабою», але мала більше забитих голів, тому передбачалося, що має отримати трофей. Проте іракська федерація офіційно не оголосила, хто став чемпіоном до наступного дня, коли оголосили, що «Аль-Талаба» визнана чемпіонами завдяки тому, що виграла більше матчів, ніж «Аль-Шорта». Це правило ніколи раніше не використовувалось і ніколи не використовувалося знову, тому це рішення здивувало кожного. Багато вболівальників «Аль-Шорти» стверджували, що проти їх клубу була вчинена змова.
У сезоні 1982/83 роках двоє братів Саддама Хуссейна (Барзан Ібрагім і Ватбан Ібрагім) взяли під контроль клуб «Салахаддін», який до цього ніколи в історії не вигравав лігу чи кубок. У цьому сезоні вони стали чемпіонами, через що братів звинувачували у застосуванні свого впливу, щоб залякати суперників і змусити суддів виносити свідомо неправильні рішення, які сприяли «Салахаддіну», наприклад, коли було зараховано гол у матчі проти «Аль-Шорти», незважаючи на те, що м'яч не перетнув лінію воріт, що дозволило клубу братів виграти 1:0. Крім цього «Салахаддіну» потрібно було виграти свій фінальний матч сезону, щоб виграти титул чемпіона, тому матч було перенесено на їх домашній стадіон в Тікриті не грався в Багдаді, як було заплановано. Супротивники «Салахаддіна» забили два голи, які були відмінені арбітром. В підсумку команда братів Ібрагімів здобула необхідний результат і стала чемпіоном без жодної поразки в сезоні.
У наступному сезоні вважається, що зять Саддама Хуссейна Хусейн Камель доручив президенту іракської федерації забезпечити, щоб клуб «Аль-Джайш» (армійський клуб) виграв свій перший титул чемпіона, з тим щоб підвищити моральний дух іракської армії. Як повідомляється, гравців шляхом шантажу змушували переходити в клуб, щоб підвищити якість команди. В матчах, де «Аль-Джайш» програв за підсумками 90 хвилин, арбітри додавали багато компенсованого часу, допомагаючи команді виправити ситуацію. У останній грі сезону їхнім суперникам було показано дві червоні картки, які дозволили «Аль-Джайшу» виграти матч і таки виграти титул. Вони також закінчили сезон без єдиної поразки в чемпіонаті.
Після цього сезону Удей Хусейн, син Саддама Хуссейна, заснував новий клуб під назвою «Аль-Рашид» і включив їх прямо у другий дивізіон, і в перший сезон їх пробився з командою у вищий дивізіон. В першому сезоні в для клубу в еліті (1984/85) команда йшла на першому місці, проте турнір було припинено ще до того, як завершилися всі ігри в першій половині сезону, тому федерація жодну команду не оголосила чемпіоном країни. Офіційною причинорю припинення чемпіонату було оголошення бажання дати національній збірній Іраку більше часу для підготовки до відбіркових матчів до чемпіонату світу 1986 року, оскільки загальний інтерес до ліги знизився після останніх успіхів національної команди. В підсумку цей крок дозволив збірній вдало виступити у кваліфікації і вперше в історії кваліфікуватись на чемпіонат світу.
В подальшому Удей Хусейн змушував майже кожного гравця з національної збірної переходити в «Аль-Рашед» (проти своєї волі), за винятком деяких таких, як Раад Хаммуді та Хуссейн Саїд, що призвело до того, що «Аль-Рашед» домінував в іракському футболі наприкінці 1980 років. Вони виграли три послідовні титули у сезонах 1986/87, 1987/88 та 1988/89. Удей також покарав гравців, які виступали погано, часто принижуючи їх чи караючи.
У сезоні 1991/92 «Аль-Завраа» грала проти «Аль-Куви» в останньому матчі сезону. «Аль-Завраа» влаштовувала в цьому матчі навіть нічия, щоб стати чемпіоном, проте «Аль-Кува» забила ранній гол і здобула перемогу 1:0, вирвавши чемпіонський титул в останньому матчі. У другій половині матчі «Аль-Завраа» таки забила гол, проте був він відмінений через оффсайд.
Сезон 1997/98 мав одну із найцікавіших кінцівок чемпіонату з історії. «Аль-Шорті» для чемпіонства потрібно було перемогти «Аль-Сулайх», а також щоб «Аль-Кува» не обіграла «Аль-Завраа», інакше б саме «Аль-Кува» виграла б чемпіонат. «Аль-Кува» зіграв свою гру внічию 1:1, але «Аль-Шорта» програвала свій матч 2:1 за 6 хвилин до кінця матчі. На 84-й хвилині їм вдалося зрівняти рахунок, оскільки арбітр вирішив, що м'яч перетнув лінію, незважаючи на те, що воротар зумів вибити його в поле. Ситуація була схожа на ту, що сталась у фіналі чемпіонату світу 1966 року, і відсутність фотофіксації означала, що ніхто не міг сказати, чи рішення арбітра було правильним, хоча той факт, що гравці «Аль-Сулайх» ледве протестували, вказує, що арбітр ймовірніше був правий. Після цього на третій компенсованій хвилині арбітр призначив у ворота «Аль-Сулайха» пенальті, яке «Аль-Шорта» забила, вигравши титул чемпіона країни .
Сезон 2002/03 був зупинений в другій половині сезону через вторгнення США в Ірак в 2003 році. Наступний сезон 2003/04 все ж розпочався, але також був скасований, оскільки вторгнення США в Ірак зробило його занадто складним, щоб грати матчі в країні. Тому федерація вирішила провести матчі плей-оф між найкращими командами («Аль-Шорта», «Аль-Завраа», «Аль-Кува» та «Аль-Нафт»), щоб вирішити, які команди будуть виступати у Лізі чемпіонів 2005 року, але чемпіон сезону так і не був названий.
Сезону 2013/14 років також довелось завчасно закінчити 18 червня 2014 року через посилення занепокоєння в країні. На цей момент команди зіграли 21-23 матчі з 30 запланованих, тому федервацією було прийняте рішення оголосити турнірну таблицю на цю дату остаточною і признати «Аль-Шорту» чемпіоном країни.

## Чемпіони
| Рік     | Чемпіон        | Найкращий бомбардир                      |
| ------- | -------------- | ---------------------------------------- |
| 1974-75 | Аль-Тайран     | Тамір Йосіф (13)                         |
| 1975-76 | Аль-Завраа     | Тамір Йосіф (13)                         |
| 1976-77 | Аль-Завраа     | Захраві Джабір (6)                       |
| 1977-78 | Аль-Мінаа      | Джаліл Ханун (11)                        |
| 1978-79 | Аль-Завраа     | Фала Хассан (7)                          |
| 1979-80 | Аш-Шурта       | Алі Хуссейн Махмуд (18)                  |
| 1980-81 | Аль-Талаба     | Хуссейн Саїд (11)                        |
| 1981-82 | Аль-Талаба     | Тамір Йосіф (14)                         |
| 1982-83 | Салахаддін     | Хуссейн Саїд (17)                        |
| 1983-84 | Аль-Джаїш      | Рахім Хамід (11)                         |
| 1984-85 | скасовано      | скасовано                                |
| 1985-86 | Аль-Талаба     | Хуссейн Саїд Ахмед Радхі Рахім Хамід (9) |
| 1986-87 | Ар-Рашид       | Рахім Хамід (14)                         |
| 1987-88 | Ар-Рашид       | Рахім Хамід (14)                         |
| 1988-89 | Ар-Рашид       | Карім Саддам (22)                        |
| 1989-90 | Аль-Тайран     | Карім Саддам Абдул Маджид-Ріда (13)      |
| 1990-91 | Аль-Завраа     | Карім Саддам (20)                        |
| 1991-92 | Аль-Кува       | Ахмед Радхі (34)                         |
| 1992-93 | Аль-Завраа     | Карім Саддам (33)                        |
| 1993-94 | Аль-Завраа     | Юніс Абід-Алі (36)                       |
| 1994-95 | Аль-Завраа     | Муяд Джуді (30)                          |
| 1995-96 | Аль-Завраа     | Хуссам Фавзі Алі Хасан (11)              |
| 1996-97 | Аль-Кува       | Алі Хашим (19)                           |
| 1997-98 | Аш-Шурта       | Махмуд Маджид (22)                       |
| 1998-99 | Аль-Завраа     | Хашим Ріда (19)                          |
| 1999-00 | Аль-Завраа     | Хайдар Аяд (28)                          |
| 2000-01 | Аль-Завраа     | Хуссейн Абдула (22)                      |
| 2001-02 | Аль-Талаба     | Хашим Ріда (32)                          |
| 2002-03 | скасовано      | скасовано                                |
| 2003-04 | скасовано      | скасовано                                |
| 2004-05 | Аль-Кува       | Мостафа Карім (16)                       |
| 2005-06 | Аль-Завраа     | Сахіб Аббас (17)                         |
| 2006-07 | Ербіль         | Ахмад Сала (11)                          |
| 2007-08 | Ербіль         | Асад Абдул Набі (14)                     |
| 2008-09 | Ербіль         | Ахмад Сала (15)                          |
| 2009-10 | Дахук          | Амджад Радхі (33)                        |
| 2010-11 | Аль-Завраа     | Луай Сала (17)                           |
| 2011-12 | Эрбил          | Хамаді Ахмад (27)                        |
| 2012-13 | Аш-Шурта       | Амджад Радхі (25)                        |
| 2013-14 | Аш-Шурта       | Алі Салах Хашим (14)                     |
| 2014-15 | Нафт Аль-Васат | Марван Хуссейн (15)                      |
| 2015-16 | Аль-Завраа     | Хаммаді Ахмад Моханнад Абдул-Рахім (12)  |
| 2016-17 | Аль-Кува       | Алаа Абдул-Захра (23)                    |